# ويليام إتش لاثام
ويليام إتش لاثام (بالإنجليزية: William H. Latham)‏ هو مهندس مدني ومهندس أمريكي، ولد في 9 نوفمبر 1903، وتوفي في 15 يناير 1987.